# シェアリングテクノロジー
シェアリングテクノロジー株式会社（英: SHARINGTECHNOLOGY.INC）は、愛知県名古屋市に本社を置き、WEB事業を展開する日本の企業である。

## 概要
消費者と生活関連専門業者をマッチングするサイト群を展開している。

## 沿革
- 2006年11月 - 京都府京都市山科区に設立[1]
- 2007年5月 - 愛知県名古屋市中区に移転[1]
- 2009年5月 - ネット110番事業を開始[1]
- 2010年5月 - 愛知県名古屋市中区新栄に移転[1]
- 2012年
  - 4月 - ライフサービス領域に関する「WEB事業」を開始[1]
  - 6月 - 愛知県名古屋市中区丸の内に移転[1]
- 2013年12月 - 会社分割によりネット110番株式会社を新設。同月、ネット110番株式会社の一部株式を譲渡し、非子会社化[1]
- 2017年
  - 8月 - 東京証券取引所マザーズ市場に上場
  - 12月 - 愛知県名古屋市中村区のJPタワー名古屋に移転[3]

## 運営サービス

### 主要サービス
- 生活110番[4]

### バーティカルメディア
シロアリ110番など、特定のライフサービスに特化した「◯◯110番」というサイトを多数運営している。
- シロアリ110番
- ハチ110番
- 害獣駆除110番
- ねずみ110番
- 害虫駆除110番
- 雨漏り修理110番
- カーバッテリー110番
- カギ110番
- ペット葬儀110番
- お庭110番
- 草刈り110番
- 伐採110番
- 剪定110番
- ガラス110番
- 水110番
- アンテナ110番
- 電気工事110番
- 張り替え110番
- ソラハピ
- フランチャイズの窓口
- アーキクラウド
- mochiya（もちや）
- ペトリィ　小さな家族のセレモニー